# Новицкая, Ирина Ефимовна
Ирина Ефимовна Новицкая (род. 12 декабря 1951, Смоленск, РСФСР, СССР) — советский и российский врач, политический деятель, депутат Государственной Думы ФС РФ первого созыва (1993—1995), начальник оперативно-диспетчерского отдела Государственной Думы, Государственный советник Российской федерации 2-го класса.

## Биография
В 1975 году получила высшее медицинское образование в Ивановском государственном медицинском институте. С 1975 по 1989 год работала во Владимирской городской больнице скорой помощи в отделении ЛОР, в отделении детской реанимации. В 1990 году была избрана депутатом Владимирского городского Совета.
В 1993 году была выдвинута в общефедеральный список политического движения «Женщины России» избрана депутатом Государственной думы Федерального Собрания Российской Федерации первого созыва, была членом комитета по организации работы Государственной Думы, входила в депутатскую группу «Россия».
С 1996 года работала в Аппарате Государственной думы начальником оперативно-диспетчерского отдела. В 1997 году Указом президента РФ присвоен квалификационный разряд «Государственный советник Российской федерации 2-го класса».
В 2015 году работала в ЦИК партии «Единая Россия» заместителем руководителя департамента по партийным и специальным проектам.
Замужем, имеет двух детей.